# El Economista (España)
El Economista es un diario económico español, aparecido en febrero de 2006. Pertenece a la empresa Editorial Ecoprensa y desde noviembre de 2006 su director es Amador G. Ayora. 
Según datos publicados de OJD, elEconomista.es tuvo en mayo de 2020 un promedio diario de 956.588 usuarios únicos, 1.109.496 visitas (sesiones) y más de 2 millones de páginas vistas/día.

## Historia
Fue fundado por tres de los impulsores del diario El Mundo: Alfonso de Salas, expresidente de Unidad Editorial, Juan González y Gregorio Peña, y apareció el 28 de febrero de 2006. La plantilla, de unas 130 personas —fundamentalmente profesionales de redacción—, cuenta con el 25 % del capital, de 16 millones de euros.
El Economista defiende los principios de la libre competencia dentro de una ideología económica liberal, cercana a la escuela nueva clásica. En el control OJD de 2013 aparecía en segundo lugar, junto con el diario Cinco Días, por detrás de Expansión y su edición digital a fecha de 2013 es el primer portal económico de España según el ranking independiente de Alexa Internet.